# São Filipe
São Filipe es un municipio caboverdiano situado en la isla de Fogo.

## Geografía física

### Localización
Es el municipio más occidental de la isla y limita con el océano Atlántico por el norte, oeste y sur, con el de Mosteiros por el noreste y con el de Santa Catarina do Fogo por el este.

### Orografía
São Filipe está vinculado con una carretera que rodea toda la isla de Fogo, pero es inaccessible hacia el este por pequeños estrechos. Hay una pequeña carretera a Monte Fogo. Cubre la mayoría de granjas de la zona en el oeste, el centro y el sur, el paisaje rocoso con algunos arbustos y pastizales del monte Fogo se encuentra hacia el este. Su principal industria es la agrícola, seguida por el turismo y otras industrias en pequeñas cantidades. La población se compone de zonas rurales y algunas escasas zonas urbanas. Es uno de los municipios menos adelantados, la tasa de alfabetización es débilmente alta. Muchos pueblos están en el oeste y el sur y la mayoría de las áreas fértiles de la isla se encuentran en esta zona porque es menos baja.

## Historia
São Filipe es el segundo asentamiento más antiguo del país por detrás de Cidade Velha.
El 12 de julio de 1922, fue elevado a la categoría de ciudad.

## Organización territorial
Consta de dos freguesias:
- Nossa Senhora da Conceição
- Sao Lourenço

## Demografía
| Gráfica de evolución demográfica de São Filipe entre 1980 y 2021 |
| |
| Población del municipio entre los años 1980 y 2010 según el censo de población de la página web Opendataforafrica.org. Población estimada según el Instituto Nacional de Estatística de Cabo Verde. Población según el resultado censal preliminar de 2021 del Instituto Nacional de Estatística de Cabo Verde según la página web citypopulation.de. |

## Transportes

### Conexiones

#### Transporte aéreo
Al sur de la ciudad se encuentra el aeródromo de São Filipe. Solo recibe vuelos regionales procedentes de la capital.

#### Transporte marítimo
Situado a 4 kilómetros al norte de la ciudad se encuentra el puerto de Vale Cavaleiros. Fue construido en 1998 y ampliado en 2013. Actualmente posee tres muelles, uno de ellos comercial y otro de pesca. Tiene conexiones diarias con las islas de Brava y la ciudad de Praia.

### Transporte urbano

#### Taxi
La ciudad dispone de una flota de 125 taxis para los desplazamientos por la isla. Los taxis son de color amarillo, y llevan en los laterales su identificación la palabra taxi y su correspondiente número de licencia.

## Servicios públicos

### Educación
Tiene un instituto de educación secundaria.

### Sanidad
Dispone de un hospital regional y del centro de salud São Francisco de Assis.

## Patrimonio

### Religioso
En su casco urbano se encuentra la iglesia Matriz de São Filipe, que fue remodelada en el año 2005.

## Patrimonio cultural inmaterial

### Festividades
El 1 de mayo se celebran la fiesta de la bandera.

## Deporte

### Instalaciones deportivas
En la ciudad de São Filipe se encuentra el estadio 5 de Julho, dónde se disputan los partidos de fútbol del municipio, también existe otro campo de fútbol en la localidad de São Lourenço. Otras instalaciones son el polideportivo Simão Mendes y el pabellón Luzia Nunes.

### Entidades deportivas
Existen siete equipos de fútbol, entre los que destacan el Académica do Fogo, el Botafogo y el Vulcânicos.

## Municipios hermanados
- Cinfães, Portugal
- Espinho, Portugal
- Esposende, Portugal
- Matosinhos, Portugal
- Moimenta da Beira, Portugal
- Montijo, Portugal
- Ourém, Portugal
- Palmela, Portugal
- Sesimbra, Portugal
- Viseu, Portugal
- Vouzela, Portugal